# Dacia 1325
La Dacia 1325, nota anche come 1325 Liberta o semplicemente come Liberta, è stata un'automobile prodotta dalla casa automobilistica rumena Dacia dal 1991 al 1996.

## Storia
La Dacia 1325 era la versione hatchback della Dacia 1310. 
Fu successiva alla Dacia 1320, costruita dal 1987 al 1990. 
Inizialmente la 1325 era solo una copia aggiornata della vecchia 1310, ma nel 1993 ricevette un restyling analogo a quello della 1310 e rimase in produzione fino al 1996.
Poiché il modello 1325 aveva un prezzo maggiore del più desiderabile modello station wagon, le vendite furono limitate. Sebbene abbia avuto più successo del precedente modello 1320, ne furono costruiti in totale solo circa 7.800 esemplari. Le esportazioni si limitarono ai vicini paesi dell'Europa orientale e anche alla Grecia.

## Motori
Il motore da 1,3 litri fu disponibile solo per il primo anno di produzione.
| Nome | Capacità | Tipo          | Energia                             | Coppia                 | Velocità massima | Consumo combinato (litri / 100 km) |
| ---- | -------- | ------------- | ----------------------------------- | ---------------------- | ---------------- | ---------------------------------- |
| 1.3  | 1289 cc  | 8 valvole OHV | 54 CV (40 kW) a 5250 giri al minuto | 88 Nm a 3000 giri/min  | 140 km/h         | 7,0                                |
| 1.4  | 1397 cc  | 8 valvole OHV | 64 CV (47 kW) a 5400 giri al minuto | 103 Nm a 3000 giri/min | 145 km/h         | 7,0                                |
| 1.6  | 1557 cc  | 8 valvole OHV | 73 CV (54 kW) a 5000 giri al minuto | 125 Nm a 2500 giri/min | 160 km/h         | 7,5                                |